# ラウル・ネト
- ハウル・ネト

ラウル・トグニ・ネト（Raul Togni Neto 1992年5月19日 - ）は、ブラジル・ミナスジェライス州ベロオリゾンテ出身のプロバスケットボール選手。ポジションはポイントガード。ブラジルポルトガル語の発音の関係で、NBA.com日本語サイトでは『ハウル・ネト』と表記されている。

## 経歴

### NBA以前
2008年、2008-09FIBAアメリカリーグ期間中にブラジルのミナス・テニスクラブから16歳でプロデビューしたネトは、2011年にスペインに渡り、サン・セバスティアン・ギプスコアBCと契約。主力として活躍し、後に2013年のNBAドラフトでアトランタ・ホークスから指名され、交渉権はユタ・ジャズに移動。ネトは2014年8月にCBムルシアと3年契約を結んだものの、2015年7月9日にユタ・ジャズがネトの契約権をバイアウトで買い取り、ネトと契約を結んだ。

### NBA(2015-2023)
NBAルーキーシーズンの2015-16シーズンは、正PGを予定していたダンテ・エクザムが左膝を負傷した為に、トレイ・バークを差し置いて、開幕戦のデトロイト・ピストンズ戦でスタメンで起用され、8得点、3アシストの記録。2016年NBAオールスターゲーム前夜祭のライジング・スターズ・チャレンジには、チームメイトのロドニー・フッド、トレイ・ライルズと共に世界選抜チームの一員として出場するなど、ルーキーシーズンはチーム最多の81試合に出場した。しかし、2016-17シーズンは、エクザムの復帰やジョージ・ヒルの加入もあり、40試合の出場に止まった。
2019-20シーズンはフィラデルフィア・76ersと契約した。
2020年10月22日、ワシントン・ウィザーズと1年契約を結び、自己最高のシーズンを送った。
2021年8月7日、ウィザーズと再契約を結んだ。
2022年7月8日、クリーブランド・キャバリアーズと契約した。

### ヨーロッパ(2023-)
2023年8月5日、フェネルバフチェ・ベコと契約した。後述の怪我により2023-24シーズンは全休となった。2024年7月8日に受けたインタビューでは、負傷後にはフェネルバフチェから契約を解除されたが、公式に発表されることはなかったと語っている。
2024年11月25日、FCバルセロナ・バスケットへの加入が発表された。契約期間はシーズン終了まで。12月27日に行われたユーロリーグのKKツルヴェナ・ズヴェズダ戦で重度のハムストリングの怪我を負った為、2025年1月2日、バルセロナからの退団が発表された。
2025年7月3日、リーガACBに所属するCBミラフローレスへの加入が発表された。契約期間は1年。

## ブラジル代表
2010年にブラジル代表にデビューし、2010年バスケットボール世界選手権に出場。2012年のロンドンオリンピック、2014年FIBAバスケットボール・ワールドカップ、自国開催の2016年リオデジャネイロオリンピックにも出場している。2023年FIBAバスケットボール・ワールドカップのメンバーにも選出されていたが、初戦のイラン戦で右膝の膝蓋腱を断裂し、大会の残り試合は欠場となった。その影響でフェネルバフチェでの2023-24シーズンは全休し、パリオリンピック予選のモンテネグロ戦で約1年ぶりの実戦復帰となったが、この試合でまたも負傷し、オリンピック予選の残り試合は欠場することとなった。

## プレースタイル
コートビジョンに優れ、パスセンスを活かしたプレーメークを得意としている。

## 個人成績

### NBA

#### レギュラーシーズン
| シーズン | チーム | GP  | GS | MPG  | FG%  | 3P%  | FT%  | RPG | APG | SPG | BPG | PPG |
| -------- | ------ | --- | -- | ---- | ---- | ---- | ---- | --- | --- | --- | --- | --- |
| 2015–16  | UTA    | 81  | 53 | 18.5 | .431 | .395 | .743 | 1.5 | 2.1 | .8  | .0  | 5.9 |
| 2016–17  | UTA    | 40  | 0  | 8.6  | .451 | .323 | .889 | .8  | .9  | .5  | .1  | 2.5 |
| 2017–18  | UTA    | 41  | 0  | 12.1 | .457 | .404 | .743 | 1.2 | 1.8 | .3  | .1  | 4.5 |
| 2018–19  | UTA    | 37  | 1  | 12.8 | .460 | .333 | .848 | 1.7 | 2.5 | .4  | .1  | 5.3 |
| 2019–20  | PHI    | 54  | 3  | 12.4 | .455 | .386 | .830 | 1.1 | 1.8 | .4  | .1  | 5.1 |
| 2020–21  | WAS    | 64  | 22 | 21.9 | .468 | .390 | .882 | 2.4 | 2.3 | 1.1 | .1  | 8.7 |
| 2021–22  | WAS    | 70  | 19 | 19.6 | .463 | .292 | .769 | 1.9 | 3.1 | .8  | .0  | 7.5 |
| 2022–23  | CLE    | 48  | 1  | 10.5 | .518 | .286 | .912 | 1.0 | 1.6 | .4  | .1  | 3.3 |
| Career   | Career | 435 | 99 | 15.6 | .458 | .361 | .812 | 1.5 | 2.1 | .6  | .1  | 5.7 |

### プレーオフ
| シーズン | チーム | GP | GS | MPG  | FG%  | 3P%  | FT%   | RPG | APG | SPG | BPG | PPG |
| -------- | ------ | -- | -- | ---- | ---- | ---- | ----- | --- | --- | --- | --- | --- |
| 2017     | UTA    | 9  | 0  | 6.7  | .615 | .500 | 1.000 | .8  | .4  | .1  | .1  | 2.6 |
| 2018     | UTA    | 8  | 0  | 9.0  | .304 | .286 | 1.000 | 1.3 | 1.3 | .3  | .0  | 2.6 |
| 2019     | UTA    | 3  | 0  | 6.5  | .167 | .000 | —     | 1.0 | .3  | .0  | .0  | .7  |
| 2020     | PHI    | 2  | 0  | 13.0 | .333 | .400 | —     | 1.5 | 1.5 | .5  | .0  | 4.0 |
| 2021     | WAS    | 5  | 3  | 22.4 | .353 | .267 | .800  | 2.2 | 1.0 | .4  | .0  | 6.4 |
| 2023     | CLE    | 2  | 0  | 3.5  | .000 | .000 | .500  | .0  | .5  | .0  | .0  | .5  |
| Career   | Career | 29 | 3  | 10.2 | .360 | .314 | .875  | 1.2 | .8  | .2  | .0  | 3.0 |